# 嘉穂信号場
嘉穂信号場（かほしんごうじょう）は、かつて福岡県嘉穂郡嘉穂町（現・嘉麻市）大字牛隈に設置されていた、九州旅客鉄道（JR九州）の信号場である。
上山田線と漆生線の施設上の分岐点であったが、1986年（昭和61年）4月、漆生線の廃止とともに分岐信号場としての機能を失い、閉塞境界型棒線信号場となった（タブレット交換風景は、上山田線廃止時まで見られた）。そのため、信号場としてはJR九州に引き継がれた後、1988年（昭和63年）9月1日をもって上山田線の廃止と同時に廃止された。なお、国鉄再建法による特定地方交通線に指定された路線を複数有して尚且つ分岐点となっていた信号場は、国鉄・JRの路線では当信号場のみであった。

## 歴史
- 1966年（昭和41年）2月28日：日本国有鉄道漆生線の漆生駅 - 下山田駅間開業に伴い、設置[1]（上山田線の上山田駅 - 豊前川崎駅間も同時開業）。
- 1986年（昭和61年）4月1日：漆生線の全線廃止に伴い、閉塞境界型棒線信号場となる。
- 1987年（昭和62年）4月1日：国鉄分割民営化により、JR九州に継承。
- 1988年（昭和63年）9月1日：上山田線の全線廃止に伴い、使用を停止。廃止となる。

## 構造
筑豊炭田と苅田港を短絡する目的で計画された油須原線構想に基づいて建設された、漆生線の延長部分と既設の上山田線の接続点に設置された信号場で、両線が下山田駅に向かって合流する配線である。上山田線大隈駅との距離は1.1 km、下山田駅との距離は1.7 km、漆生線才田駅との距離は1.1 kmであった。

## 周辺
- 福岡県立嘉穂工業高等学校 - 学校統廃合のため、2007年（平成19年）3月31日をもって閉校。
- 福岡県道443号下山田碓井線

## 現状
廃止後、20年近くにわたって施設が残っていたが2008年（平成20年）頃より順次撤去され、当信号場の跡地は道路化された。

## 隣の駅
九州旅客鉄道（JR九州）
上山田線
大隈駅 - 嘉穂信号場 - 下山田駅
日本国有鉄道
漆生線
才田駅 - 嘉穂信号場 - 下山田駅